# Wólka Pilecka
Wólka Pilecka (deutsch Stechernsruh) ist ein kleiner Ort in der polnischen Woiwodschaft Ermland-Masuren und gehört zur Gmina Reszel (Stadt- und Landgemeinde Rößel) im Powiat Kętrzyński (Kreis Rastenburg).

## Geographische Lage
Wólka Pilecka liegt in der nördlichen Mitte der Woiwodschaft Ermland-Masuren, elf Kilometer südwestlich der Kreisstadt Kętrzyn (deutsch Rastenburg).

## Geschichte
Der um 1810 gegründete und Stechersruh genannte Ort bestand ursprünglich aus einem großen Hof mit Vorwerk. Um 1820 war Stechertshöfchen „ein königliches Etablissement mit 1 Feuerstelle...Der Besitzer war Stechert“. 1874 wurde Stechernsruhe in den Amtsbezirk Rehstall (polnisch Stachowizna) eingegliedert, der zum Kreis Rastenburg im Regierungsbezirk Königsberg in der preußischen Provinz Ostpreußen gehörte.
Im Jahre 1820 zählte Stechernsruh 20, 1885 noch 15 und 1905 schon 50 Einwohner. Am 25. Oktober 1921 verlor der Ort seine Eigenständigkeit und wurde in die Landgemeinde Pülz (polnisch Pilec) eingemeindet.
Als 1945 in Kriegsfolge das gesamte südliche Ostpreußen an Polen fiel, war auch Stechernsruh davon betroffen. Es erhielt die polnische Namensform „Wólka Pilec“ und ist heute eine Ortschaft innerhalb der Stadt- und Landgemeinde Reszel (Rößel) im Powiat Kętrzyński (Kreis Rastenburg), bis 1998 der Woiwodschaft Olsztyn, seither der Woiwodschaft Ermland-Masuren zugehörig.

## Kirche
Bis 1945 war Stechernsruh in die evangelische Kirche Bäslack (polnisch Bezławki) in der Kirchenprovinz Ostpreußen der Kirche der Altpreußischen Union sowie in die katholische Kirche Heiligelinde (polnisch Święta Lipka) im damaligen Bistum Ermland eingepfarrt. Heute gehört Wólka Pilecka zur evangelischen Johanneskirche Kętrzyn (Rastenburg) in der Diözese Masuren der Evangelisch-Augsburgischen Kirche in Polen sowie zur katholischen Pfarrei Wilkowo (Wilkendorf) – mit der Filialkirche in Bezławki – im heutigen Erzbistum Ermland innerhalb der polnischen katholischen Kirche.

## Verkehr
Wólka Pilecka liegt an einer Nebenstraße, die die Woiwodschaftsstraße 591 bei Łazdoje (Laxdoyen) mit Pilec (Pülz) verbindet. Ein Anschluss an den Schienenverkehr besteht nicht.